# Thomas Koch
Thomas Koch (Klagenfurt, 17 agosto 1983) è un hockeista su ghiaccio austriaco.

## Carriera
Ha indossato le maglie di EC Klagenfurt AC (1999-2004 e dal 2011), Luleå HF (2004-2006) e EC Red Bull Salisburgo (2006-2011).
In carriera ha vinto 10 titoli della Österreichische Eishockey-Liga (quattro a Salisburgo, sei a Klagenfurt) ed una IIHF Continental Cup (coi salisburghesi nel 2009-2010).
Con la nazionale austriaca ha disputato 11 edizioni dei mondiali, sei delle quali gruppo elite, oltre ai giochi olimpici invernali di Soči 2014.